# Ельзаська радянська республіка
Ельзаська радянська республіка (фр. République alsacienne des conseils, нім. Elsässische Räterepublik) — радянська республіка, проголошена 10 листопада 1918 року на території Ельзасу (нині французькі департаменти Верхній та Нижній Рейн); проіснувала до анексії Ельзасу-Лотарингії Францією (Страсбурзька Рада склала повноваження 22 листопада 1918 року).

## Передісторія
Ельзас, який входив до складу Франції з XVII століття, був анексований Німеччиною 1871 року за підсумками франко-пруської війни та піддався насильницькій германізації. Зокрема, на німецьку мову була переведена школа. Ельзас, на відміну від інших земель Німеччини, не мав автономії та управлявся з Берліна як «імперська область». З початком Першої світової війни там був введений режим військової диктатури: заборонено французьку мову, піддавалася цензурі особисте листування. Ельзасці служили як у французькій, так і в німецькій армії, однак і там і там перебували під підозрами; німці поспішили направити солдатів-ельзасців на Східний фронт.

## Проголошення робітничих та солдатських Рад

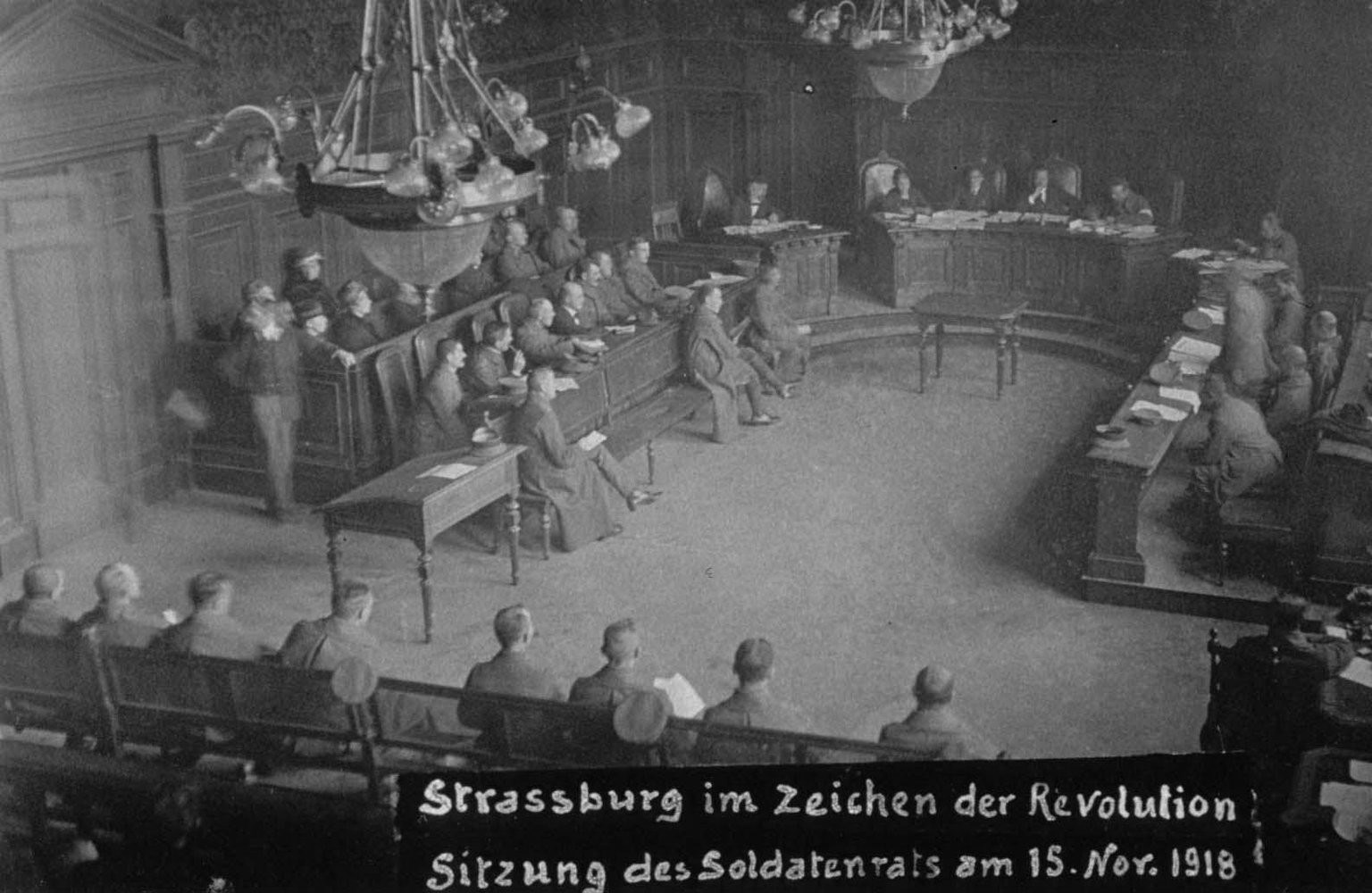
Засідання Страсбурзької ради 15 листопада 1918 року

Після повстання в Кілі, що стало початком Листопадової революції в Німеччині, 15 000 моряків з Ельзасу та Лотарингії, що служили в Імперському флоті, стали повертатися додому. Основна їх частина прибула в Ельзас наступного дня після взяття влади та формування Радою в Мюнхені тимчасового уряду Курта Ейснера й була зустрінута величезною маніфестацією, що закінчилася проголошенням робітничої та солдатської Ради міста Страсбург 10 листопада 1918 року.
Незабаром почали приходити повідомлення, що радянська влада встановлена й у Хагенау, Мюлузі, Меці, Кольмарі — на всій території Ельзасу встановлювалася радянська влада.
11 листопада  1918 року Страсбурзька рада зібралася в Палаці правосуддя (фр. Palais de justice) на засідання, на якому були проведені вибори голови Ради — ним став секретар профспілки пивоварів т. Ребхольц (нім. Rebholz) — і проголошені незалежність від Берліну, повалення монархії кайзера та встановлення народної влади в республіці. На стінах міста з'явилися гасла: «Ми не маємо нічого спільного з країнами капіталу. Ми говоримо — ні німці, ні французи, ні нейтрали. Хай живе світова революція!»

## Діяльність Ради і падіння республіки
Радянська влада приступила до налагодження міської інфраструктури: було організовано тридцять комісій, налагоджено роботу транспорту, постачання продовольством, проведення демобілізації, управління фінансами та дотримання правопорядку. Скасовано всі привілеї та знаки розрізнення: звання, чини та інше. Були видані декрети про свободу слова та друку, про скасування цензурного контролю за листуванням, про свободу зборів та маніфестацій, про амністії. Зважаючи на масові страйки, попри протести власників фабрик, було оголошено про підвищення зарплати .
Вважаючи, що ситуація виходить з-під контролю, голова місцевої муніципальної комісії та лідер соціал-демократичної партії в Страсбурзі Жак Пейрот звернувся до французького командування з проханням прискорити введення військ в Ельзас, спочатку призначене на 25 листопада. Французька армія під командуванням генерала Анрі Гуро 17 листопада зайняла Мюлуз, 18 листопада — Кольмар, Селесту, Оберне та Рибовіль.
21 листопада 1918 року війська Гуро вступили в Страсбург. Генерал відмовився визнати владу Ради легітимною та наказав оточити Палац правосуддя, виставляючи ультиматум. Після деяких коливань рада депутатів трудящих оголосила, що в даних умовах, нехай і не досягнувши політичного ідеалу, своє завдання вважає виконаним і складає з себе повноваження. 22 листопада французьким командуванням було оголошено про розпуск Рад, анулювання їх постанов та анексію Ельзасу Францією. Після цього були відновлені всі привілеї, заробітна плата знижена до попереднього рівня, а страйки робітників придушувалися військовою силою, «агітаторів» та «підбурювачів» заарештовували.
На честь возз'єднання Страсбурга з Францією були організовані масові святкування, які досягли апогею 9 грудня, з приїздом до Страсбурга президента Республіки Пуанкаре та прем'єр-міністра Клемансо.
Єдине, що нагадує про ті події сьогодні — це вулиці «22 листопада» в Мюлузі та Страсбурзі.

## Подальші події
У культурному плані Ельзас зазнав нав'язування французької культури. Було заборонено використовувати ельзаський діалект у школі й на державній службі.
Ельзасці були розділені на 4 класи громадян з особливими посвідченнями особи: 
- клас A — для вроджених ельзас-лотаринжців;
- клас В — для тих, у кого батько або мати іноземного походження;
- клас С — для тих, у кого батько або мати із союзної або нейтральної країни;
- клас D — для тих, у кого батько або мати з Німеччини або іншої країни Центрального блоку[1].

112 000 осіб були змушені емігрувати з Ельзасу, не пройшовши за критеріями «чистоти».